# なが餅

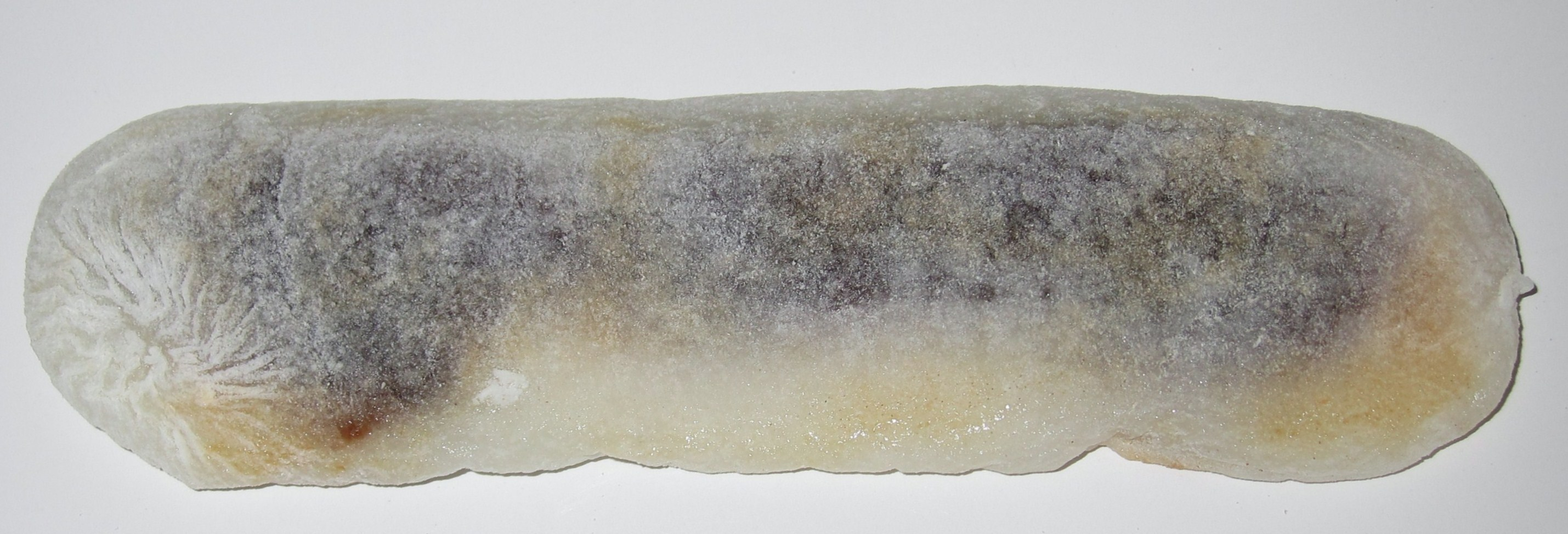
なが餅

なが餅（ながもち、永餅、長餅）は、三重県四日市市の笹井屋が製造・販売する餅で、餡を包み、細長く薄く延ばして火で炙った餅菓子。

## 概要
茶屋街があった日永の名にちなんで、「永餅」と命名したという。古くは、このような形態の餅は一般に、砥石の形に似ていることから砥餅（ともち）、あるいは、牛の舌に似ていることから牛の舌餅と呼ばれた。
同形態の餅は、三重県内の旧東海道と旧伊勢街道沿いに広く分布し、桑名市には寛永11年（1633年）創業の安永餅（永餅屋老舗）、四日市市には慶応4年（1868年）創業の太白永餅（金城軒）があり名物になっている。笹井屋は天文19年（1550年）創業で、現存する店の中では最も古いと考えられる。